# Phosphor
Phosphor (с нем. — «Фосфор») — дебютный альбом немецкой группы Unheilig, вышел 19 марта 2001 года. В отличие от последующих альбомов группы, часть песен для него была записана на английском языке.
3 июля 2009 года вышло переиздание, включившее перезаписанные треки.

## Список композиций
1. «Die Macht» — 4:05
2. «Willenlos» — 3:51
3. «Ikarus» — 3:25
4. «Sage Ja!» — 4:03
5. «Armageddon» — 4:02
6. «My Bride Has Gone» — 3:51
7. «Komm zu mir» — 3:58
8. «Close Your Eyes» — 4:03
9. «The Bad and the Beautiful» — 4:04
10. «Discover the World» — 3:41
11. «Skin» — 3:36
12. «Stark» — 8:37